# Bourneville
Bourneville – miejscowość i dawna gmina we Francji, w regionie Normandia, w departamencie Eure. W 2013 roku jej populacja wynosiła 993 mieszkańców. 
W dniu 1 stycznia 2016 roku z połączenia dwóch ówczesnych gmin – Bourneville oraz Sainte-Croix-sur-Aizier – utworzono nową gminę Bourneville-Sainte-Croix. Siedzibą gminy została miejscowość Bourneville. 